# 沙農角
沙農角（英語：Shannon Point），是南極洲的海岬，位於南喬治亞群島，處於埃斯本森灣入口處西南部，在1930年由英國研究隊繪入地圖，由英國海外領土管轄。